# 北野線 (京福電氣鐵道)
北野線（日语：／ Kitano sen */?）是自日本京都府京都市北區的北野白梅町車站至右京區的帷子之辻車站的京福電氣鐵道的路線。和嵐山本線一併稱為嵐電（らんでん）。
北野線不僅在住宅街之中穿行，沿線也有眾多名刹。北野線的不少車站名稱就來自這些寺廟。另外，宇多野車站 - 鳴瀧車站區間的線路兩側種植有櫻花，形成了櫻花隧道，在春季開花時夜間會進行點燈。全線均為專用軌道。

## 路線資料
- 路線距離（營業距離）：3.8公里
- 軌距：1435毫米
- 站數：10個（包括起終點站）
- 複線路段：鳴瀧－常盤間
- 電氣化路段：全線電氣化（直流600V）
- 閉塞方式：自動閉塞式
- 最高速度：40公里/小時

## 運行形態
通常所有列車均在線內往返運行，白天每隔10分鐘運行一班列車。在早晨運行有一班自嵐山本線西院發車，開往北野白梅町的列車。在春。秋的觀光季節的週六及休息日的白天時段，運行有自北野白梅町車站直通至嵐山本線嵐山車站的列車。所有列車均為一人控制運行。

## 歷史
北野線最早是由京都電燈開業。開業當時的起點是位於北野天滿宮南側的北野車站，后隨著擴寬今出川通，起點改為北野白梅町車站。北野車站 - 北野白梅町車站區間則讓渡給京都市交通局，被編入京都市電今出川線。
- 1925年（大正14年）11月3日 - 京都電燈開業北野車站 - 高雄口車站（現宇多野車站）區間。
- 1926年（大正15年）3月10日 - 高雄口車站 - 帷子之辻車站區間開業。和嵐山本線連接。
- 1930年（昭和5年） - 鳴滝車站 - 常盤車站區間複線化。
- 1942年（昭和17年）3月2日 - 讓渡給京福電氣鐵道。
- 1943年（昭和18年）10月1日 - 白梅町車站開業。休止小松原車站。
- 1945年（昭和20年）6月4日 - 廢除白梅町車站 - 等持院車站之間的小松原車站。
- 1958年（昭和33年）9月16日 - 隨著擴寬今出川通，將北野車站 - 北野白梅町車站區間讓渡給京都市交通局。白梅町車站改名為北野白梅町車站。
- 1982年（昭和57年）1月9日 - 開始進行一人控制運行。
- 2002年（平成14年）7月1日 - 統一票價（成人200日元、兒童100日元）。導入使用スルッとKANSAI。
- 2007年（平成19年）3月19日 - 竜安寺道車站改名為龍安寺車站，御室車站改名為御室仁和寺車站，高雄口車站改名為宇多野車站。另外，正式導入曾在北野線試用的車站號碼和線路代表色。
- 2008年（平成20年）4月1日 - 在帷子之辻車站、北野白梅町車站導入使用發車音樂。
- 2011年（平成23年）4月1日 - 導入使用PiTaPa和自社専用的「らんでんカード」[1][2]。

## 車站列表

### 現存路段
- 所有車站都位於京都府京都市內。
- 軌道 … ◇：單線路段（可進行列車交會），｜：單線路段（不可進行列車交會），∨：此起往下為單線，∧：此起往下為複線

| 車站編號 | 中文站名                    | 日文站名 | 英文站名 | 站間距離 | 營業距離 | 接續路線、備註                                                        | 軌道 | 所在地 |
| -------- | --------------------------- | -------- | -------- | -------- | -------- | --------------------------------------------------------------------- | ---- | ------ |
| B9       | 北野白梅町                  |          |          | -        | 0.0      |                                                                       | ∨    | 北區   |
| B8       | 等持院·立命館大學衣笠校區前 |          |          | 0.7      | 0.7      |                                                                       | ◇    | 北區   |
| B7       | 龍安寺                      |          |          | 0.2      | 0.9      | 舊站名是龍安寺道                                                      | ◇    | 右京區 |
| B6       | 妙心寺                      |          |          | 0.4      | 1.3      |                                                                       | ｜   | 右京區 |
| B5       | 御室仁和寺                  |          |          | 0.4      | 1.7      | 舊站名是御室                                                          | ◇    | 右京區 |
| B4       | 宇多野                      |          |          | 0.4      | 2.1      | 舊站名是高雄口                                                        | ｜   | 右京區 |
| B3       | 鳴瀧                        |          |          | 0.5      | 2.6      |                                                                       | ∧    | 右京區 |
| B2       | 常盤                        |          |          | 0.3      | 2.9      |                                                                       | ∨    | 右京區 |
| B1       | 攝影所前                    |          |          | 0.6      | 3.5      | 西日本旅客鐵道：山陰本線（ 嵯峨野線）（太秦）                         | ｜   | 右京區 |
| A8       | 帷子之辻                    |          |          | 0.3      | 3.8      | 京福電氣鐵道： 嵐山本線 西日本旅客鐵道：山陰本線（ 嵯峨野線）（太秦） | ∧    | 右京區 |

#### 現存區間的廢止車站
- 小松原車站（白梅町車站 - 等持院車站區間）。1943年10月1日休止，1945年6月4日廢止。位於和馬代通的路口附近。

### 廢止區間
- 北野車站 - 1958年9月16日廢止

## LRT「今出川線構想」
自1990年代末期開始，就有在今出川通北野白梅町和出町柳車站之間修建LRT路線，並且將北野線、輕軌和叡山電鐵叡山本線進行直通運行的構想。京都市也曾正式檢討，但能否實行仍未可知。

## 嵐電Brush Up計劃
自2006年度開始，嵐電實施了「嵐電Brush Up計劃」，具體內容有。
- 將嵐山本線、北野線的名稱統一為「嵐電」（2007年3月19日）
- 更改距離觀光名所最近的七個車站的站名（2007年3月19日）
- 在車內廣播中，增加觀光介紹
- 在各車站設置介紹牌
- 重整各車站

嵐山本線和北野線的沿線有著眾多世界文化遺產，嵐電為促進觀光，還實施了以下行動：
嵐電界隈館
在2006年10月，首先在北野線內，除了兩端的北野白梅町車站和帷子之辻車站之外，在各車站設置「嵐電界隈館」，展示車站附近名所的大幅照片。之後在2007年9月，在嵐山本線除了四條大宮車站、西大路三條車站、山之內車站、帷子之辻車站之外的各車站也設置了嵐電界隈館。大多數車站都是在上行月台或下行月台中的一個設置，在龍安寺車站和鹿王院車站則是在上下行月台均有設置。大多數照片都是彩色照片。嵐山車站的照片則是以禪（天龍寺雲水）為主題的六張黑白照片。嵐山本線的一些照片在照片旁還有與照片主體相配的和歌。照片是由攝影家森谷洋至拍攝。「嵐電界隈館」則是由書法家樋口華玄題字。
象徵樹
北野線的各車站在2006年12月，除了帷子之辻車站之外，其他各站均舉行了種植象徵樹及花壇的活動。象徵樹大多種植在大型的木製花盆內，御室仁和寺車站和宇多野車站則直接種植于地面。宇多野車站的楓樹是在以前就已經種植。
其他
在嵐電天神川車站開業（2008年3月）之前，嵐電只在北野線的各車站設置有介紹板。伴隨著嵐電天神川車站開業，在嵐山本線的各車站也設置了介紹板。
站名標以前分為設置在車站建築上和設置于月台兩類。在2007年3月19日正式導入線路代表色時，撤去了所有設置在月台的站名標。
| 車站名稱       | 「嵐電界隈館」主題 | 「嵐電界隈館」設置場所 | 象徵樹       | 象徵樹的來由                                               |
| -------------- | ------------------ | ---------------------- | ------------ | ---------------------------------------------------------- |
| 北野線         |                    |                        |              |                                                            |
| 北野白梅町車站 | 未設置             | 未設置                 | 白梅、黃連木 | 「是學問之樹」，也符合北野天滿宮這一主題（但仍未正式設置） |
| 等持院車站     | 等持院的庭園       | 下行月台               | 木芙蓉       | 取自等持院庭園的「芙蓉池」                                 |
| 龍安寺車站     | 龍安寺的石庭       | 兩側月台               | 雪柳         | 使人聯想到龍安寺石庭白砂的白色花朵                         |
| 妙心寺車站     | 妙心寺的雲龍圖     | 上行月台               | 娑羅樹       | 取自妙心寺塔頭東林院                                       |
| 御室仁和寺車站 | 御室仁和寺二王門   | 下行月台               | 御室櫻       | 取自賞櫻名所──御室仁和寺                                   |
| 宇多野車站     | 福王子神社的蟇股   | 上行月台               | 紅葉         | 取自紅葉名所──高雄的入口                                   |
| 鳴瀧車站       | 鳴瀧               | 上行月台               | 三葉躑躅     | 于櫻花時節之後在的鳴瀧的山峰綻放的花朵                     |
| 常盤車站       | 常盤               | 下行月台               | 紫荊         | 取自常盤御前                                               |
| 帷子之辻車站   | 未設置             | 未設置                 | 未設置       | 未設置                                                     |

## 外部連結
- 嵐電ホームページ（页面存档备份，存于）